# John Lee Hooker
John Lee Hooker (ngày 22 tháng 8 năm 1912  hoặc 1917   - ngày 21 tháng 6 năm 2001) là một ca sĩ, nhạc sĩ và nhạc sĩ blues người Mỹ. Là con trai của một sharecropper, anh đã trở nên nổi bật khi thực hiện một bản chuyển thể theo phong cách guitar điện của blues Delta. Hooker thường kết hợp các yếu tố khác, bao gồm blues nói chuyện và blues đồng quê Hill của vùng Bắc Mississippi. Ông đã phát triển phong cách boogie theo nhịp điệu của riêng mình, khác biệt với boogie-woogie có nguồn gốc từ những năm 1930 của thập niên 1930. Hooker đã được xếp hạng 35 trong danh sách 100 tay guitar vĩ đại nhất của Rolling Stones 2015.
Một số bài hát nổi tiếng nhất của ông bao gồm " Boogie Chillen ' " (1948), " Crawling King Snake " (1949), " Dimples " (1956), " Boom Boom " (1962) và " One Bourbon, One Scotch, One Beer "(1966). Một số album sau này của ông, bao gồm The Healer (1989), Mr. Lucky (1991), Chill Out (1995) và Don't Look Back (1997), là những thành công trong bảng xếp hạng album ở Mỹ và Anh. The Healer (cho bài hát "Tôi đang trong tâm trạng") và Chill Out (cho album) đều mang lại cho ông một giải Grammy  cũng như Don't Look Back, tiếp tục đưa về cho ông một chiến thắng hai giải Grammy cho Bản thu âm Blues truyền thống hay nhất và Hợp tác nhạc Pop hay nhất với Giọng hát (cùng với Van Morrison).